# Малое Сырково
Малое Сырково — деревня в Волоколамском городском округе Московской области России.

## Население
| 1852 | 1859 | 1926 | 2002 | 2006 | 2010 | 2013 |
| ---- | ---- | ---- | ---- | ---- | ---- | ---- |
| 155  | ↘126 | ↗212 | ↘11  | ↘3   | ↗6   | ↗9   |
| 2014 | 2015 | 2016 |      |      |      |      |
| ↘8   | →8   | ↗9   |      |      |      |      |

## Расположение
Деревня Малое Сырково расположена примерно в 16 км к северо-западу от центра города Волоколамска, на левом берегу реки Ламы (бассейн Иваньковского водохранилища). Ближайшие населённые пункты — деревни Шилово, Юркино, Большое Сырково и село Ярополец.

## Исторические сведения
В «Списке населённых мест» 1862 года Сырково — владельческая деревня 2-го стана Волоколамского уезда Московской губернии по правую сторону Старицко-Зубцовского тракта от города Волоколамска до села Ярополча (до левого берега реки Ламы), в 16 верстах от уездного города, при реке Ламе, с 21 двором и 126 жителями (52 мужчины, 74 женщины).
По данным на 1890 год входила в состав Яропольской волости Волоколамского уезда, число душ мужского пола составляло 74 человека.
В 1913 году — 32 двора, земское училище.
По материалам Всесоюзной переписи населения 1926 года — центр сельсовета, проживало 212 человек (104 мужчины, 108 женщин), насчитывалось 38 крестьянских хозяйств, имелась школа.
В 2,5 км к юго-западу находилась ещё одна деревня Сырково, впоследствии получившая название Большое Сырково.
С 1929 года — населённый пункт в составе Волоколамского района Московской области. До 2019 года относилось к Ярополецкому сельскому поселению, до реформы 2006 года — к Ярополецкому сельскому округу.